# Eggersdorf bei Graz
Eggersdorf bei Graz osztrák mezőváros Stájerország Graz-környéki járásában. 2017 januárjában 6571 lakosa volt.

## Elhelyezkedése

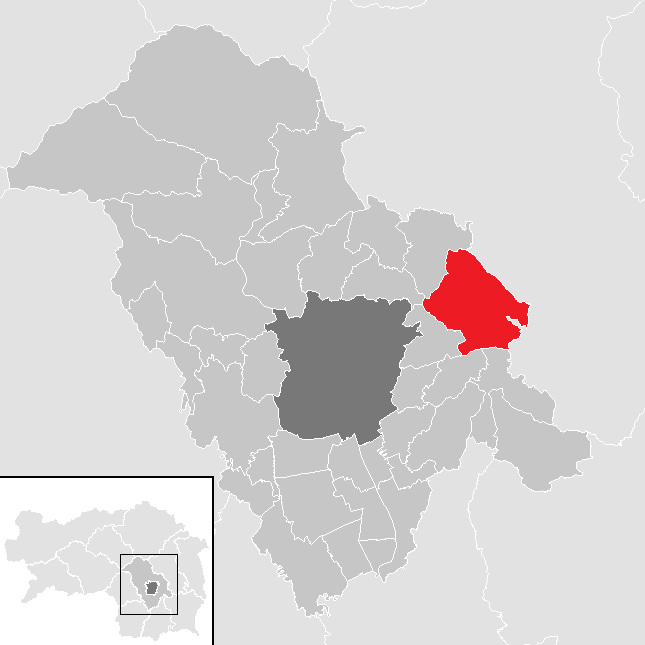
Eggersdorf bei Graz a Graz-környéki járásban

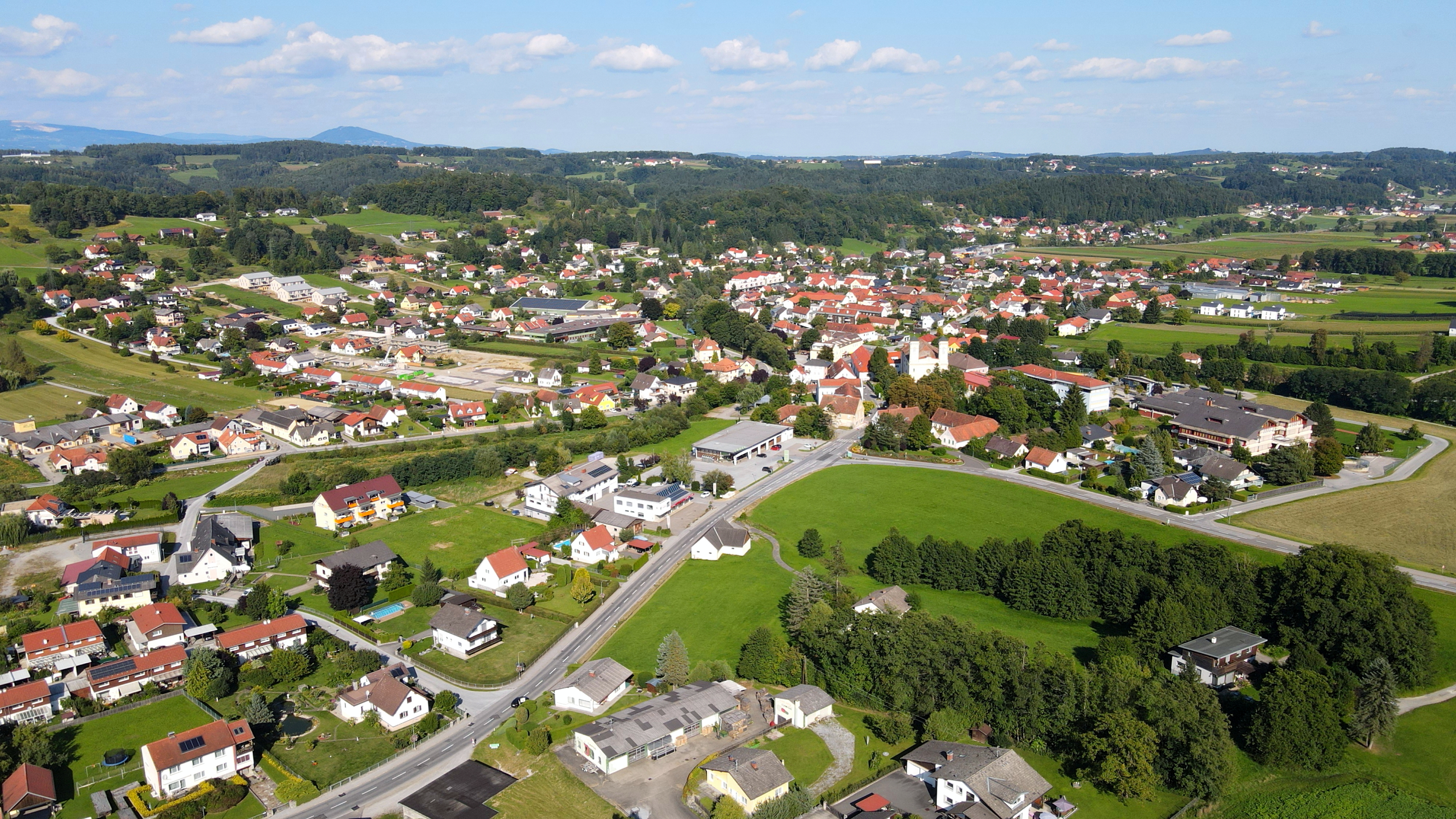
Eggersdorf bei Graz

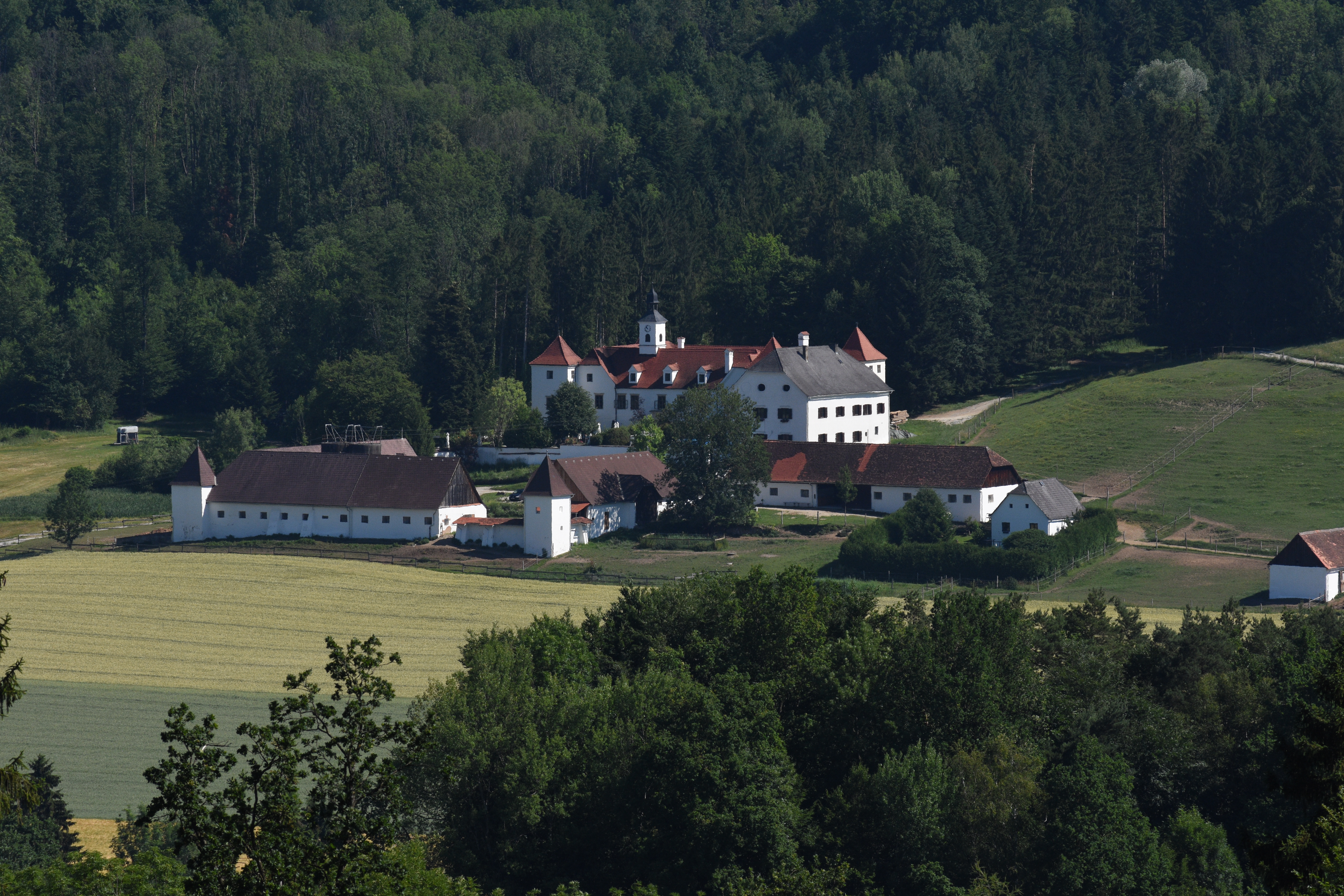
Dornhofen kastélya

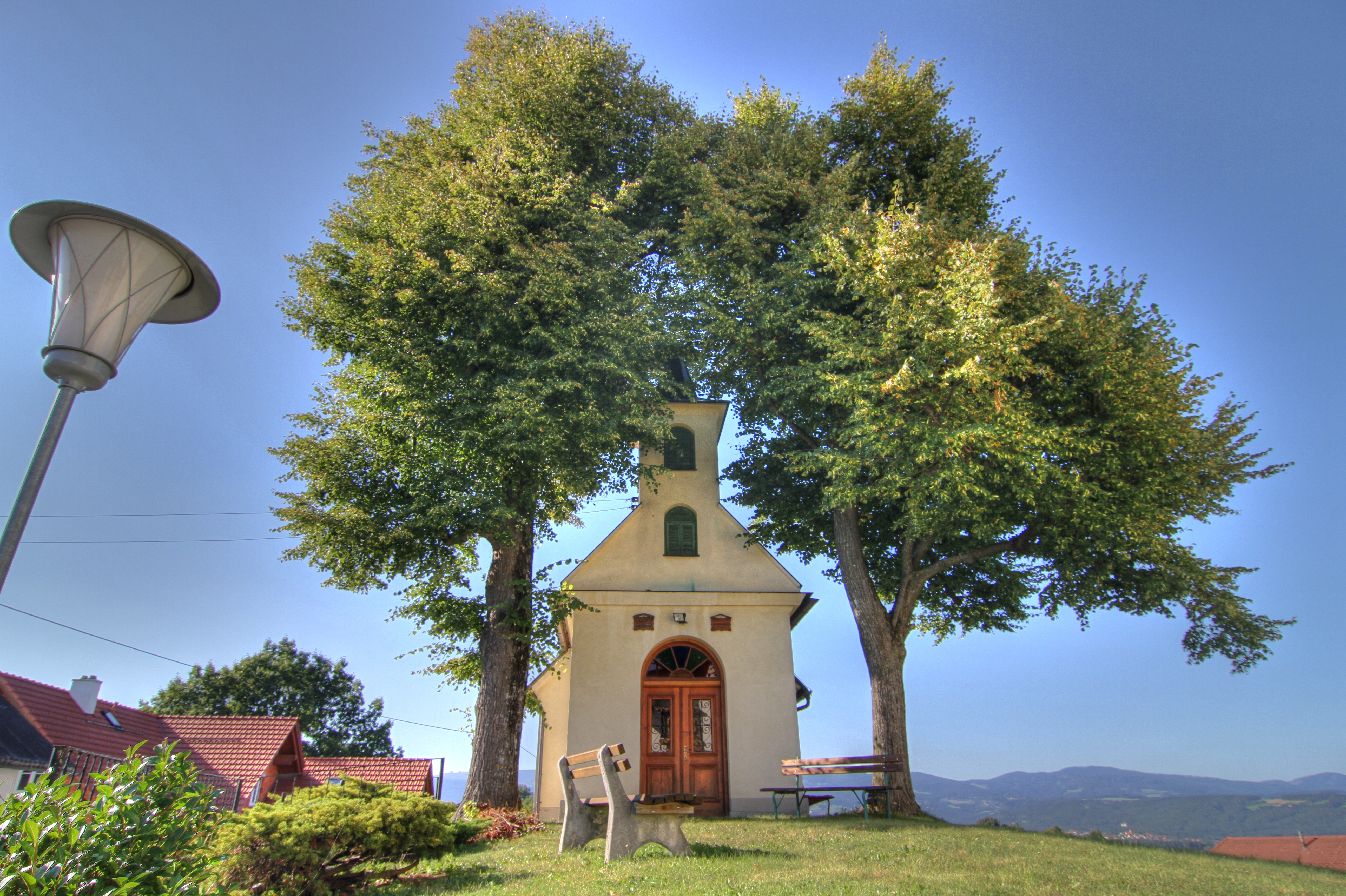
A purgstalli kápolna

Eggersdorf bei Graz a Kelet-stájerországi dombságon fekszik, a Rabnitzbach (a Rába mellékkfolyója) mentén, kb. 10 km-re északkeletre Graztól. Az önkormányzat 9 települést egyesít: Brodingberg (408 lakos 2017-ben), Brodersdorf (489), Edelsbach bei Graz (475), Eggersdorf bei Graz	(1738), Hart bei Eggersdorf (626), Haselbach (409), Höf	(1060), Präbach	(369) és Purgstall bei Eggersdorf (997).
A környező önkormányzatok: délre Nestelbach bei Graz, délnyugatra Laßnitzhöhe, nyugatra Kainbach bei Graz, északnyugatra Weinitzen és Kumberg, északkeletre Mitterdorf an der Raab, keletre Sankt Ruprecht an der Raab, délkeletre Ludersdorf-Wilfersdorf.

## Története
Eggersdorf területe a római korban is lakott volt, ezt bizonyítják a régészek által talált kelta halomsírok és római sírkövek. A ma is felismerhető római út a Rába és a Mura közötti összeköttetést szolgálta. A népvándorlás után szlávok telepedtek meg a térségben, a helynevek egy része ma is szláv eredetű. Eggendorfot a beköltöző bajorok nevezték el alapítója után ("Ekkehard falva").
A községi önkormányzat 1850-ben alakult meg. Mezővárosi státuszát 1928-ban kapta a tartományi gyűléstől.
Miután Ausztria 1938-ban csatlakozott a Német Birodalomhoz, Eggersdorf a Stájerországi reichsgau része lett. A második világháború után a brit megszállási zónához tartozott.
1962-ben a szomszédos Edelsbach községet egyesítették a mezővárossal. A 2015-ös stájerországi közigazgatási reform során Brodingberget, Hart-Purgstallt és Höf-Präbachot is Eggenrsdorfhoz csatolták.

## Lakosság
A Eggersdorf bei Graz-i önkormányzat területén 2017 januárjában 6571 fő élt. A lakosságszám 1951 óta gyarapodó tendenciát mutat. 2015-ben a helybeliek 95%-a volt osztrák állampolgár; a külföldiek közül 1,6% a régi (2004 előtti), 3% az új EU-tagállamokból érkezett. 2001-ben a lakosok 86,2%-a római katolikusnak, 3,3% evangélikusnak, 1,6% mohamedánnak, 8,1% pedig felekezet nélkülinek vallotta magát. Ugyanekkor 4 magyar élt a mezővárosban. A legnagyobb nemzetiségi csoportot a német mellett a törökök alkották 1,1%-kal.

## Látnivalók
- a Szt. Flórián és Bertalan-plébániatemplom 1852-ben épült lebontott elődje helyén historizáló stílusban
- Dornhofen kastélyát a 17. század elején kezdte el építeni Otto von Radmannsdorf, de még elkészülte előtt elkobozták tőle és eladták Gottfried von Falbenhauptnak, aki 1624-re fejezte be az építkezést. Több tulajdonosváltás után 1746-ban Ladislaus von Kollonitsch bécsi érsek szerezte meg, aki fogadott unokaöccsének ajándékozta. A 20. században üdülőként és gyerekotthonként is működött. A második világháború után egy ideig üresen állt és állaga leromlott. 1971-ben vásárolta meg a Strahl-család, akik csirkét tenyésztettek benne (még a parkettás lakószobákban is). Az 1990-es években restaurálták és látogathatóvá tették.
- Purgstall kápolnája

## Fordítás
- Ez a szócikk részben vagy egészben  az   Eggersdorf bei Graz című német Wikipédia-szócikk ezen változatának fordításán alapul.  Az eredeti cikk szerkesztőit annak laptörténete sorolja fel. Ez a jelzés csupán a megfogalmazás eredetét és a szerzői jogokat jelzi, nem szolgál a cikkben szereplő információk forrásmegjelöléseként.